# Alec Issigonis
Alexander Arnold Konstantin Issigonis (18. november 1906 – 2. oktober 1988) var en græsk-britisk bildesigner. Født 1906 i Smyrna af græske forældre men med britisk statsborgerskab. Bosat i England siden han blev evakueret fra den daværende græske by Smyrna (nu Izmir) af britiske marineinfanterister i 1922 da tyrkiske tropper indtog byen.

Havde forinden konstrueret en anden succes Morris Minor (i Danmark ofte kendt som Morris 1000) i sedan og stationcarudgave (i Danmark kendt som "Morris-bindingsværk").